# Conquista do Império de Gaza
A Conquista do Império de Gaza pelos portugueses foi um conflito armado que se deu em 1895 em território que hoje faz parte de Moçambique. Fez parte das Campanhas de Pacificação e Ocupação, tendo-se distinguido nela Mouzinho de Albuquerque, que capturou o imperador vátua, Gungunhana.
A ocupação de Gaza deu-se num momento em que as potências europeias disputavam a partilha do continente africano mas o poder vátua encontrava-se enfraquecido por epidemias, fome, emigração de jovens e revoltas internas de povos subjugados.
As campanhas de Marracuene e de Gaza foram as primeiras da chamada "era dos centuriões", marcada pela rápida ocupação de território protagonizada por experientes oficiais do exército metropolitano enviados para África em grandes expedições especialmente bem equipadas com armamento moderno e que durou até 1909.

## Contexto
Os portugueses fundaram fortalezas e cidades em território que é hoje Moçambique a começar no séc. XVI, nomeadamente em Sofala, Ilha de Moçambique, Tete, Sena, Quelimane e Maputo. Em inícios do séc. XIX, deu-se a migração de tribos angunes para a região de Gaza e entre eles contavam-se os vátuas, que fundaram vários reinos em território outrora dominado pelos tsongas, que foram avassalados.
Após a Independência do Brasil, Portugal procurou expandir o seu território em África mas no séc. XIX várias potências europeias lançaram-se também na partilha do continente africano. A Grã-Bretanha pretendia expandir a colónia do Cabo ao passo que a Companhia Britânica da África do Sul procurava estabelecer-se na região de Gaza e um dos seus directores, o influente magnata Cecil Rhodes defendia a ligação da Cidade do Cabo ao Cairo por via de um caminho de ferro.
Gungunhana, imperador vátua, tentava preservar a sua independência negociando com todas as partes, aproveitando-se dos comerciantes, diplomatas e missionários para obter armas, artigos de luxo e dinheiro. Os tratados negociados entre europeus para a partilha de África em 1891, porém, deixaram-no em território reclamado por Portugal.
Em Gaza, entretanto, Gungunhana decidiu mudar a sua capital para Manjacaze, na baixa savana entre o Limpopo e Inhambane, levando-o a guerras com os chopes. A partilha de jovens para as minas de África do Sul como trabalhadores também obrigou os vátuas a depender cada vez mais de guerreiros dos seus súbditos tongas em vez de angunes. Os portugueses, por sua vez, pretendiam expandir o território de Moçambique, fundar plantações e construir caminhos-de-ferro para aproveitar os seus recursos mas Gungunhana e a Companhia Britânica da África do Sul continuavam a celebrar acordos, o que preocupava o governo português. O poder vátua encontrava-se, porém, enfraquecido por epidemias, fome, emigração e revoltas de povos subjugados, ao passo que a conquista de Ndebele em 1893 pelos britânicos demonstrou que uma rápida conquista militar do Império de Gaza seria possível.

### A revolta tonga
Entre Lourenço Marques e o Império de Gaza situavam-se os "regulados da Coroa", pequenos reinos tonga vassalos de Portugal, que pagavam impostos à Coroa Portuguesa, forneciam mão-de-obra e guerreiros auxiliares, que os portugueses chamavam de "landins". Entre os tongas, porém, crescia o ressentimento contra a autoridade portuguesa devido ao comportamento pouco escrupuloso dos recrutadores de mão-de-obra e dos negociantes portugueses.
Em 1894, diversos régulos tongas revoltaram-se sob a liderança régulo de Mafumo e filho de Gungunhana, Zixaxa, que mobilizou 1000 guerreiros, ao passo que Mazul, régulo de Magaia, mobilizou 3500 guerreiros. Cheringa, Munhangua e Mutua mobilizaram em conjunto 1300 guerreiros. O régulo de Moamba aderiu à revolta mas logo recuou.

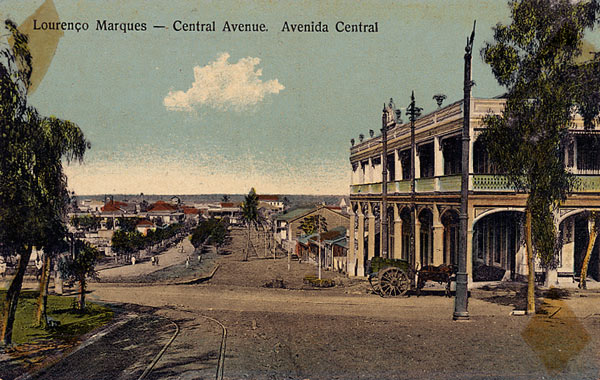
Lourenço Marques, actual Maputo, em 1905.

Os régulos rebeldes atacaram o posto de Anguane, 20 quilómetros a norte de Lourenço Marques, a 23 de Setembro, numa altura em que só se encontravam na cidade as forças da Polícia e um destacamento de tropas africanas, o Batalhão de Caçadores da África Oriental nº 3, pouco mais de 100 militares apoiados por mais 300 europeus armados. Lourenço Marques foi atacada mas os tongas são rechaçados. Na África do Sul, entretanto, jornais ingleses apresentam a revolta como prova que de era necessário subtrair Moçambique à tutela de Portugal. A 15 de Outubro, fundeiam no porto quatro navios de guerra ingleses, aos quais não se tarda a juntar o famoso cruzador alemão Seeadler e entre os portugueses, adensam-se as suspeitas de que a revolta fora instigada por potências estrangeiras, nomeadamente o Reino Unido.
Em Lisboa, o governo português vê a revolta como uma oportunidade para organizar uma grande expedição que afirme o seu domínio na região. O momento era crítico pois estava-se nas vésperas da inauguração do caminho-de-ferro que ligaria Lourenço Marques ao Transvaal, confirmando a importância da cidade como o melhor porto de África Oriental e urgia também salvaguardar o sul de Moçambique contra a cobiça de Cecil Rhodes. António Enes foi nomeado Comissário Régio, com plenos poderes civis e militares para liderar uma expedição que pacifique a região. Enes informa o governo que seria fácil sufocar a rebelião mas antes de partir de Lisboa avisa que seria necessário organizar uma segunda expedição para conquistar o Império Vátua, por chegarem relatórios de Moçambique dando conta que Gungunhana reunia tropas para atacar os portugueses. Havia quem defendesse o estabelecimento de um protectorado sobre Gungunhana mas não era essa a política defendida por Enes, os militares e o governo português.

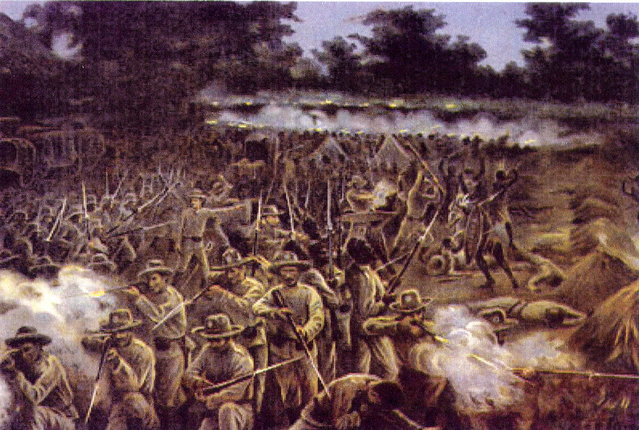
A Batalha de Marracuene.

Na campanha de Marracuene, 782 homens partiram de Lourenço Marques às 5h da madrugada, ao som do hino nacional e saudados por civis. Na Batalha de Marracuene a 2 de Fevereiro de 1895, os portugueses defrontaram 4000 tsongas comandados por Zixaxa, que foram desbaratados devido à superioridade do fogo dos portugueses, armados com metralhadoras e canhões.
Apesar da vitória, a chuva intensa impede a travessia do rio e a tropa portuguesa recebe ordens para regressar a Lourenço Marques. Após a batalha, porém, os régulos aliados dos portugueses, que até ali tinham evitado intervir, passaram a apoiá-los activamente contra os tongas rebeldes e atacaram-nos, causando-lhes pesadas perdas numa emboscada. A partir desse momento, a população tonga rebelde migrou para norte, refugiando-se no Império de Gaza. Gungunhana recebe as tribos refugiadas e aceita a vassalagem dos seus líderes, bem assim como de matabeles depois de sofrerem uma derrota em Lobengula.

## A Conquista de Gaza

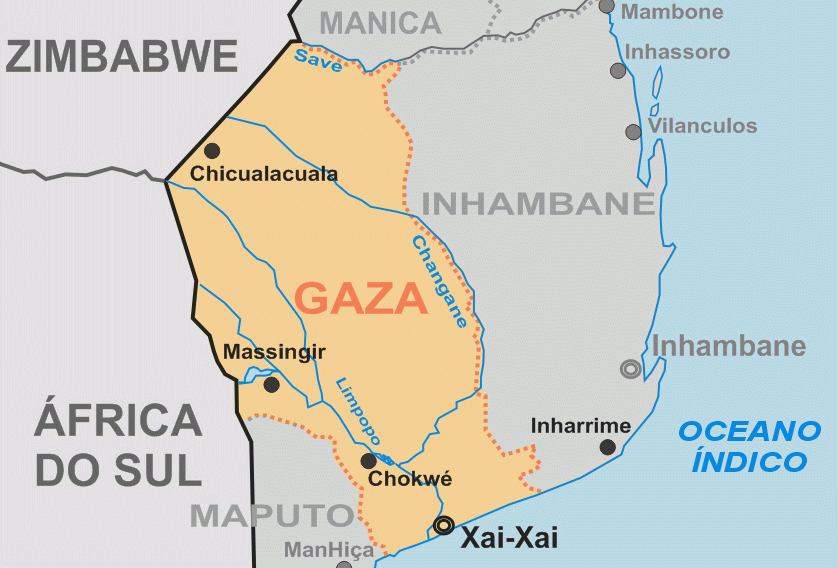
Gaza em Moçambique.

Após o Combate de Marracuene, António Enes decide empreender a conquista do Império de Gaza e empenhar-se em colmatar as insuficiências postas a nu durante a campanha. Neste sentido envia oficiais para a África do Sul a comprar a ingleses ou bóeres embarcações, carroças e animais de carga com vista a melhorar a logística e o transporte terrestre e fluvial. A paquetes alemães que atracam em Lourenço Marques são comprados escaleres a vapor para subirem o Incomati e Limpopo. De Lisboa chegam meios nunca antes vistos em Moçambique: um heliógrafo, holofotes, material para pontões e detonadores eléctricos para minas.
São reocupadas as terras rebeldes, em grande medida abandonadas pela população autóctone e erigidos novos postos militares, na Ilha da Xefina Grande, na Ilha da Xefina Pequena, em Marracuene, Ilha de Benguelene e Incanine, onde é construía uma ponte de batelões. Com o apoio dos régulos leais e das suas tropas é explorado o terreno e encurralados os poucos grupos de guerreiros que ainda não tinham partido para norte com as suas tribos.

### Preparativos

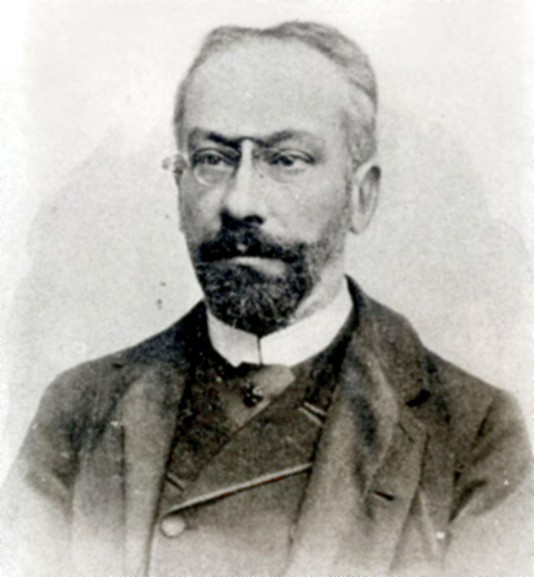
Comissário Régio António Enes.

Em Abril, António Enes projectou a campanha para a conquista de Gaza: uma coluna principal seria transportada para Inhambane e de lá seguiria para Manjacaze, a capital vátua, ao passo que outra coluna partiria de Lourenço Marques em direcção ao norte para perseguir os régulos rebeldes. No Limpopo, a meio, operaria uma esquadrilha fluvial, para impedir que os africanos atravessassem o rio e servir de manobra de diversão.
Em nove meses Portugal reuniu em Moçambique um total de 2600 militares para uma campanha em território mal conhecido e contra um adversário que se gabava abertamente de poder reunir 60 000 guerreiros. Por esta razão, apontava-se oficialmente para objectivos mais limitados, que passavam pela fundação de postos militares na fronteira com Gaza mas, secretamente, António Enes não punha de parte a possibilidade de conquistar Gaza ou, pelo menos, sujeitar Gungunhana à autoridade portuguesa caso a oportunidade surgisse. Tinha também o propósito de mostrar às restantes potências europeias que Portugal tinha capacidade para impor a sua soberania sobre os territórios reclamados.
António Enes enviou o Conselheiro José de Almeida a negociar com Gungunhana mas sem acreditar nem se esforçar por chegar a acordo. Gungunhana, por sua vez, pretende arrastar as negociações até à época das chuvas. As negociações foram longas e com vários incidentes caricatos mas os portugueses ganham longos meses para deslocar tropas e material sem sofrerem ataques.

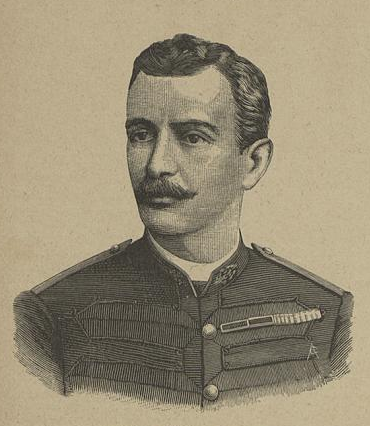
Caldas Xavier.

Em Maio de 1895, a Coluna do Sul, comandada por Caldas Xavier parte de Lourenço Marques com ordens para fundar vários postos militares e a 18 de Junho começa a construir uma estrada de 92 km de Pasene a Stokolo. Ao mesmo tempo a Componente Este da Coluna Sul, comandada por Freire de Andrade inicia o percurso subindo o rio Marracuene até Manhissa, fundando aqui um posto e abre um caminho até Stokolo. A 10 de Julho, parte da guarnição de Stokolo avança até à margem esquerda do Incomati e ali ergue o Posto X. A Coluna Este parte de Manhissa a 10 de Julho transportada pelas lanchas Bacamarte, Chefina e Magaia e desembarca em Chinavane, construindo ali outro posto. A 31 de Julho é inaugurada a Ponte D. Afonso sobre o Rio Incomati. Outra é construída em Xinavane. Chegados a Agosto, a Coluna Sul encontra-se a postos na suas bases de partida. Os portugueses estabelecem relações cordiais com o régulo Chonguela Manavi, que controla os territórios vizinhos do Posto X, atravessam o Incomati para Cossine e erguem um novo posto em Magude. Vários régulos vassalos de Gungunhana passam então para o lado português.

### A Batalha de Magul
A 23 de Agosto, António Enes interrompe as negociações com Gungunhana e dá ordens aos destacamentos para invadirem Gaza e perseguirem os régulos rebeldes refugiados em Cossine. Freire de Andrade convoca os régulos leais e, a 3 de Setembro, atravessa a Ponte D. Afonso com 10 cavaleiros, 120 praças com uma metralhadora Nordenfelt, 25 praças angolanos e 1000 africanos auxiliares.
Grande número de guerreiros são avistados em Magul comandados por Zixaxa, Magaia, Magioli e Chonguela Manavi, e os auxiliares dos portugueses recusam-se a avançar para combate. Os portugueses recuam até Xinavane para esperar reforços e eles chegam a 5 de Novembro. Os auxiliares são enviados a atacar as terras desguarnecidas dos régulos e a coluna parte novamente de Xinavane, contando 275 europeus, 32 angolanos e 4 metralhadoras Nordenfelt. Os meios de transporte eram insuficientes mas o entusiasmo da tropa impelia para o combate.
  

A coluna portuguesa passa a ponte de Xinavane de madrugada e depois transpõe o Incoloane num vau, perto do qual é fundado um posto improvisado, defendido por 28 praças. A coluna prossegue depois alguns quilómetros e arma um acampamento no começo da planície de Magul, com vigias redobradas durante a noite.

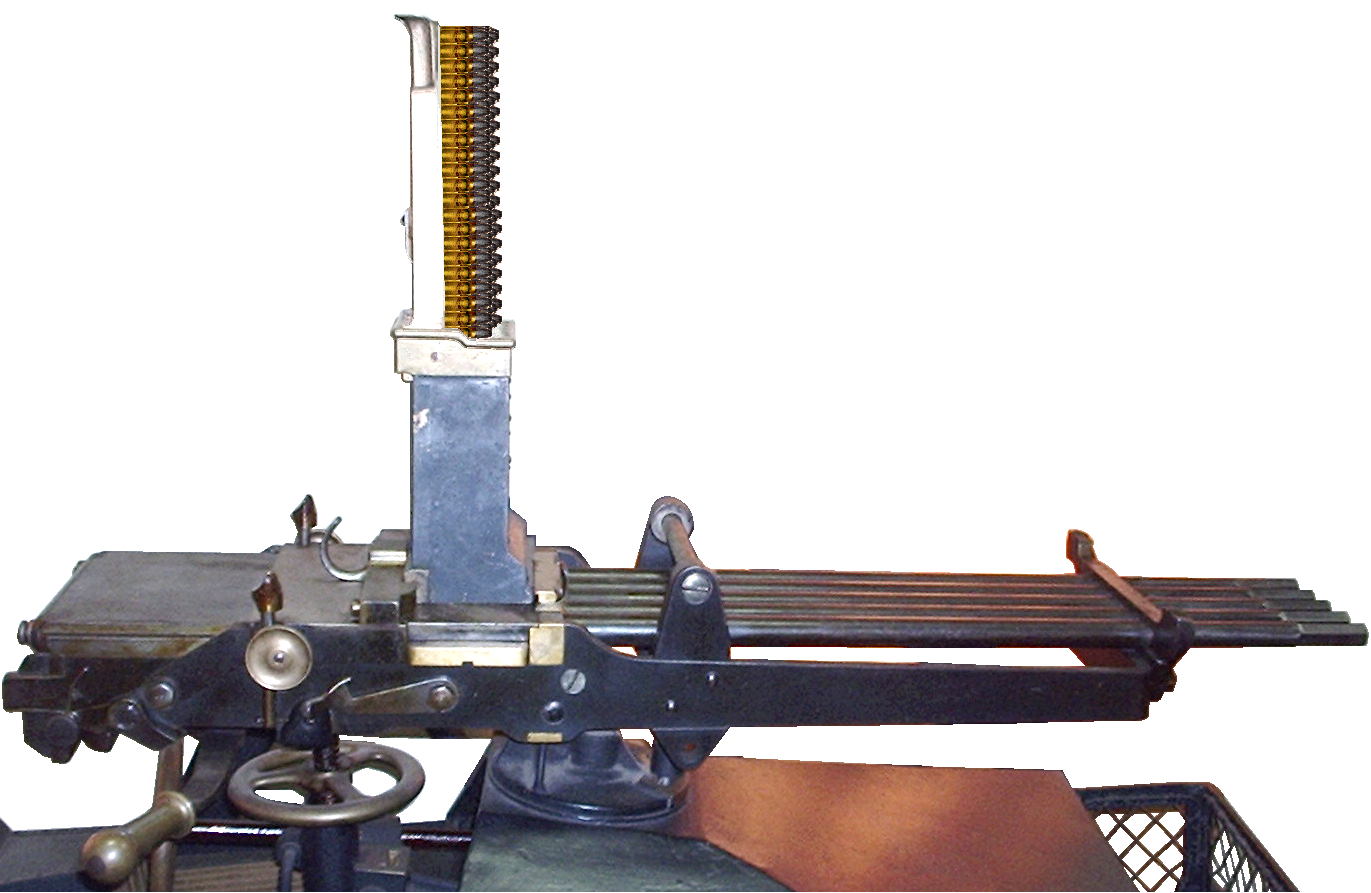
Metralhadora multi-canos Nordenfelt.

A marcha continua às 7:30 da manhã de 8 de Setembro e algumas horas mais tarde os cavaleiros que avançavam na dianteira detectam os guerreiros inimigos. Foi dado o alarme e às 10:30 os portugueses formam um quadrado mas passam várias horas enquanto os guerreiros africanos se mantêm protegidos entre o arvoredo, sem darem mostras de querem atacar. Freire de Andrade manda avançar um destacamento de 32 angolanos a provocá-los e os guerreiros saem a rodear o quadrado fora do alcance de tiro dos portugueses, que contam 13 mangas ou destacamentos, o que totalizaria 6000 a 9000 guerreiros. Por volta do meio-dia, registam-se os primeiros desfalecimentos entre os europeus sob o sol abrasador. Os portugueses não conseguem receber água nem comida mas, por volta das 13h20, os africanos atacam o quadrado, a começar pelos seus atiradores, armados de espingardas de pederneira mas também Martini-Henry e Snider. As metralhadoras Nordenfelt são as primeiras a abrir fogo mas encravam; os soldados, porém, continuam a disparar salvas controladas de espingardas Kropatschek à ordem dos oficiais. Os africanos chegam a aproximar-se 60 metros das metralhadoras mas batem em retirada. Os portugueses sofreram 5 mortos e 26 feridos, ao passo que os africanos deixaram para trás mais de 300 mortos.
De Magul, os portugueses retiram-se para Xinavane, e dali os feridos foram evacuados para Lourenço Marques pelo rio. Os portugueses são aclamados pelas populações das regiões que atravessam. Entre os régulos rebeldes instala-se a desmoralização pois tinham jogado tudo por tudo em Magul e perdido os seus melhores chefes juntamente com centenas de guerreiros. A 20 de Setembro Chonguela Manavi, régulo de Cossine, e nove outros régulos apresentam-se no posto de Magude para prestarem vassalagem aos portugueses. Seguem-lhes outros régulos numa região até ao Limpopo.

### Operações no Limpopo

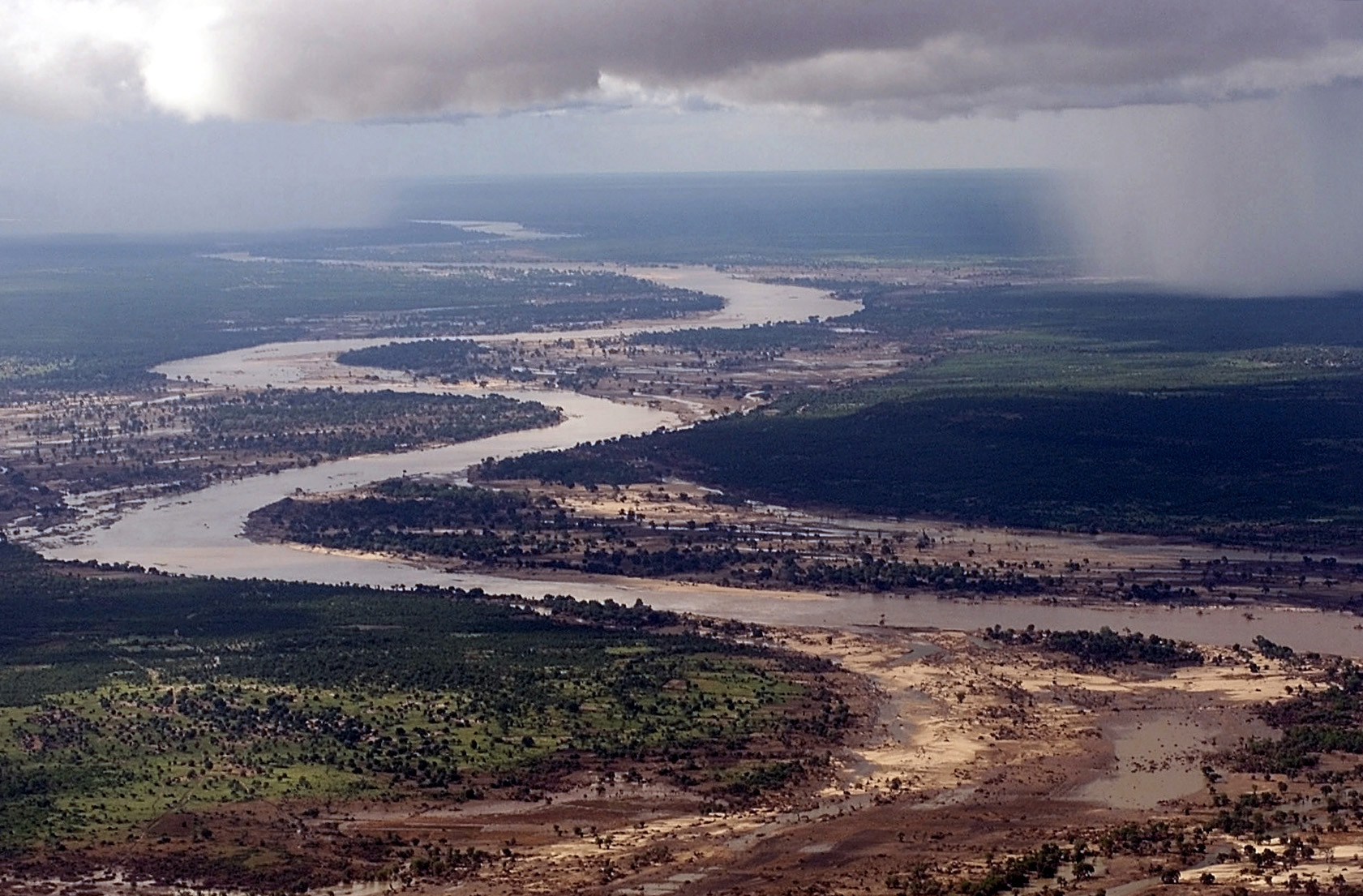
O rio Limpopo.

Em Outubro, uma esquadrilha naval composta pelo vapor Neves Ferreira, a lancha canhoneira Capelo, os vapores Fox e Carnarvon sobem o Limpopo e atacam as aldeias em redor para obrigar os chefes a abandonar o lado de Gungunhana e entregar os régulos rebeldes. A 22 de Outubro, numerosos chefes da região de Xai-Xai e do curso superior do Limpopo reconhecem a autoridade portuguesa. Um destacamento de guerreiros de Gungunhana foi enviado à região a restabelecer a sua autoridade mas perto das margens do rio são dispersos por rajadas de metralhadora disparadas da Capelo.

### A Batalha de Coolela
Enquanto a Coluna Sul seguia para o Limpopo, de Lourenço Marques a Coluna Norte comandada pelo Coronel Eduardo Galhardo partiu para Inhambane, onde começa a desembarcar a 3 de Junho. Dali, os seus 1200 homens iniciam a marcha até Chicomo, localidade na qual se instalam uma companhia de infantaria e uma secção de artilharia, a a escassas dezenas de quilómetros de Manjacaze, capital de Gungunhana. O caminho é, porém, arenoso e difícil, o clima agreste, as deficiêncas logísticas e sanitárias graves, e o Coronel Galhardo demonstra pouco espírito de iniciativa, pelo que a Coluna Norte sofre grande número de baixas por doenças.

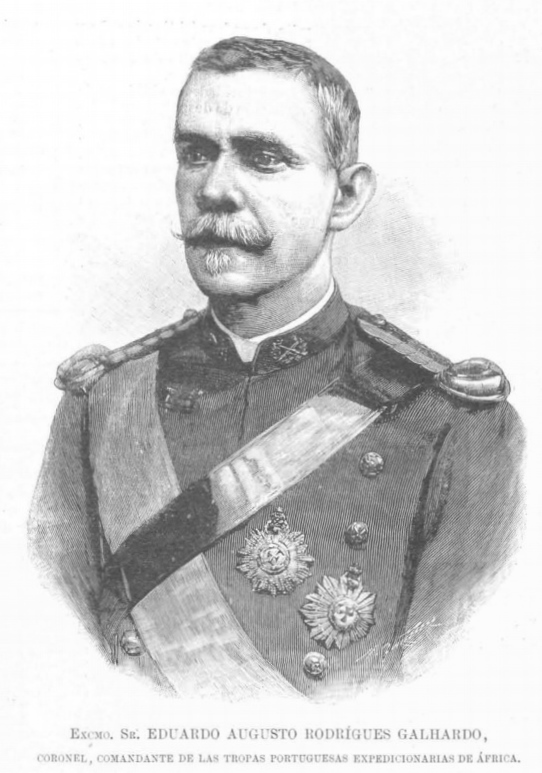
Coronel Eduardo Galhardo.

Enquanto se mantêm em Chicomo, destacamentos portugueses atacam as aldeias em redor. Só a 4 de Novembro é que a Coluna Norte avança para Manjacaze, quando os efectivos europeus se tinham reduzido a metade por doença ou deserção, ao passo que dos 2700 auxiliares africanos já só restavam um quinto. Após 3 dias de marcha, a Coluna acampou nas margens da lagoa de Coolela e na madrugada de 7 de Novembro o exército de Gungunhana é avistado a não mais de 250 metros do quadrado português, aproximando-se rapidamente.
Comandava o exército vátua o régulo Mahougné e as suas forças são estimadas de 8 000 a 20 000 homens, muitos armados com espingardas. No entanto, o prestígio de Gungunana já se encontrava por então em declínio, o seu general mais experiente recusara-se a participar no combate e o imperador só conseguira reunir no máximo um terço dos guerreiros que podia mobilizar.

A face da frente do quadrado português é atacada pelo centro do exército vátua e os portugueses fazem fogo que a princípio é precipitado mas gradualmente se torna mais regular quando o Coronel Galhardo percorre a cavalo as fileiras a impor a disciplina, enquanto fuma um charuto. Quando é dada ordem para cessar fogo de forma a permitir que o fumo dissipasse, duas das mangas mais próximas dos vátuas, os "Búfalos" e "Jacarés" atacam atacam em força a face esquerda por acharem que os portugueses hesitavam, numa investida que se revelou suicida. Passados 40 minutos desde que o combate se iniciara, os vátuas batem em retirada, perseguidos pelos auxiliares africanos dos portugueses. Os portugueses sofreram 5 mortos e 33 feridos, ao passo que as baixas dos vátuas foram estimadas de 600 a 1500.

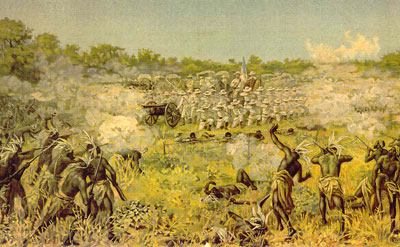
A Batalha de Coolela.

Na Batalha de Coolela, cinco oitavos das tropas vátuas eram na verdade vassalos tongas ou ndaus pouco inclinados a morrer por Gungunhana. Após o combate, o exército de Gungunhana dispersou-se e o imperador vátua pôs-se em fuga para parte incerta. Só quatro dias mais tarde, porém, é que o Coronel Galhardo manda avançar para a capital real de Manjacaze, que é encontrada ao abandono e incendiada. A 14 de Novembro, a Coluna Norte está de regresso a Chicomo, onde recebe vários régulos que prestam vassalagem.

### A captura de Gungunhana
Destruído o poder vátua, as tropas portuguesas começam a regressar a Portugal e ao posto de Languene, o único fundado em território de Gaza, a 70 milhas da foz do Limpopo, comandado pelo tenente Sanches de Miranda, afluem muitos régulos a prestar obediência. O régulo de Ximundo avisa que Gungunhana encontra-se nas proximidades, em Chaimite, acompanhado apenas por 200 seguidores. A 13 de Dezembro o tenente Sanches recebe finalmente, em Languene, o régulo rebelde Zixaxa, enviado como prova de boa-fé por Gungunhana, que pede a paz.

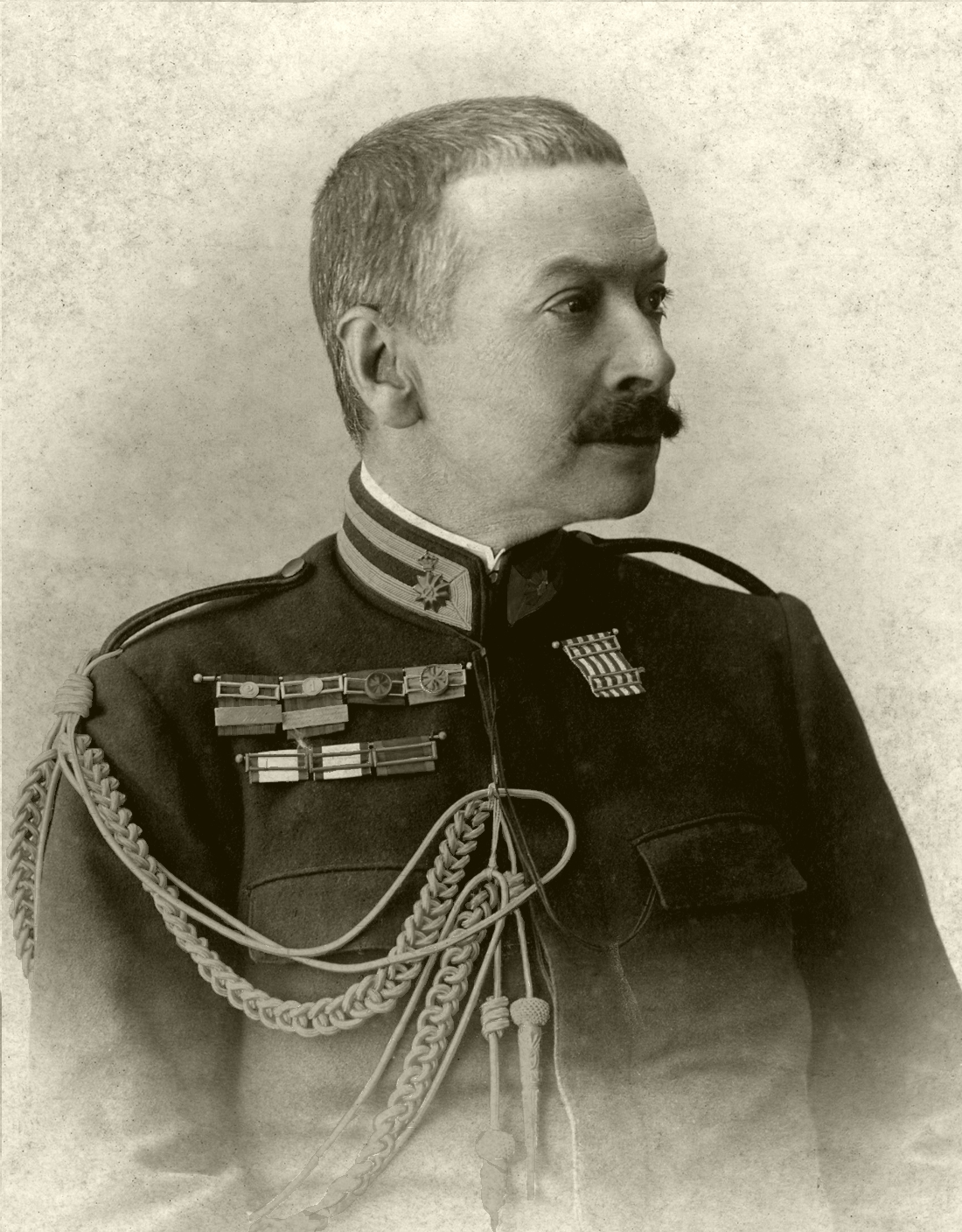
Mouzinho de Albuquerque.

A 15 de Dezembro António Enes cria o Distrito Militar de Gaza, sujeito a um regime especial enquanto não é totalmente pacificado o território. A sua direcção é entregue a Mouzinho de Albuquerque, oficial de cavalaria que se distinguira no decorrer da campanha de Coolela. Ao saber que Zixaxa fora entregue e Gungunhana se encontrava perto de Languene, Mouzinho de Albuquerque parte determinado a capturar o imperador vátua.
A 25 de Dezembro, a Capelo é enviada de Languene pelo rio acima com o tenente Miranda, um médico e os soldados europeus, ao passo que Mouzinho de Albuquerque parte no dia seguinte com uma força improvisada de 207 auxiliares e 76 carregadores. Às 16h daquele dia acampam em Zamacaze, onde se encontra ancorada a Capelo, perto da junção do Limpopo com o Changane. Gungunhana sabe da partida da coluna portuguesa e envia emissários com presentes dialogar com Mouzinho de Albuquerque. Às 2:30 da madrugada do dia seguinte, Mouzinho de Albuquerque segue a marcha, acompanhado somente por 47 europeus e 200 auxiliares. Após 9 horas de marcha forçada, a coluna acampa perto da lagoa de Motacame, onde recebem uma delegação de Gungunhana encabeçada pelo seu filho Godide, presentes consideráveis de marfim e ouro. Às 4h da madrugada seguinte Mouzinho de Albuquerque recomeça a marcha e no caminho são abordados por três destacamentos vátuas que o informam que Gungunhana se encontra em Chaimite.

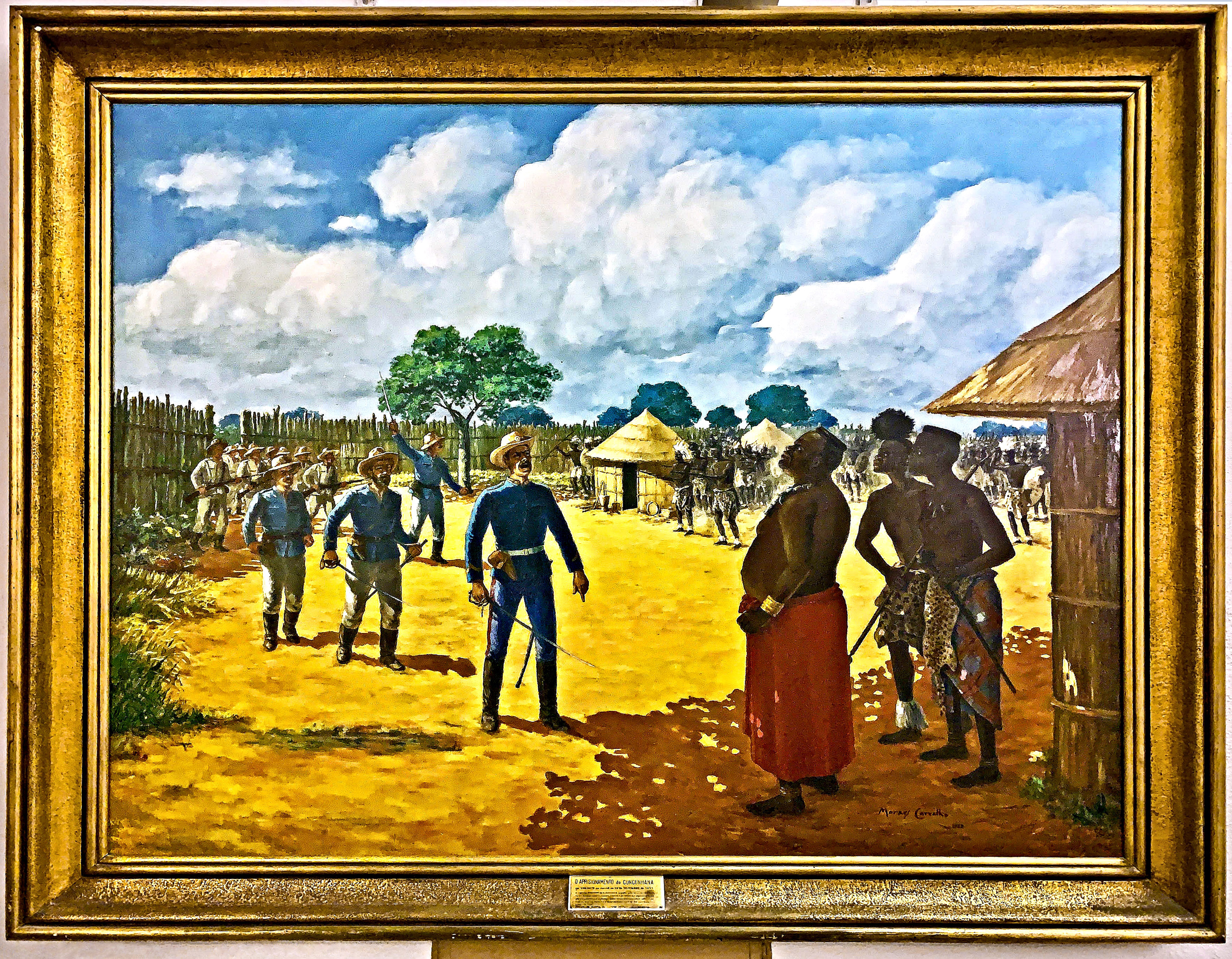
A captura de Gungunhana por Mouzinho de Albuquerque, Museu Militar de Lisboa.

Às 6:30 da manhã, Mouzinho de Albuquerque, os portugueses, os auxiliares e os vátuas que entretanto se tinham submetido alcançam Chaimite, uma povoação circular apaliçada com 30 palhotas. Albuquerque manda os auxiliares rodear a povoação, ao passo que ele entra acompanhado pelos portugueses, de espada na mão. Os residentes do kraal, embora armados, não opõem resistência, Mouzinho de Albuquerque encontra-se com Gungunhana diante da sua palhota, ata-lhe as mãos e obriga-o a sentar-se no chão, depondo-o oficialmente, ao som das aclamações dos auxiliares e até dos vátuas que se tinham submetido.

## Consequências

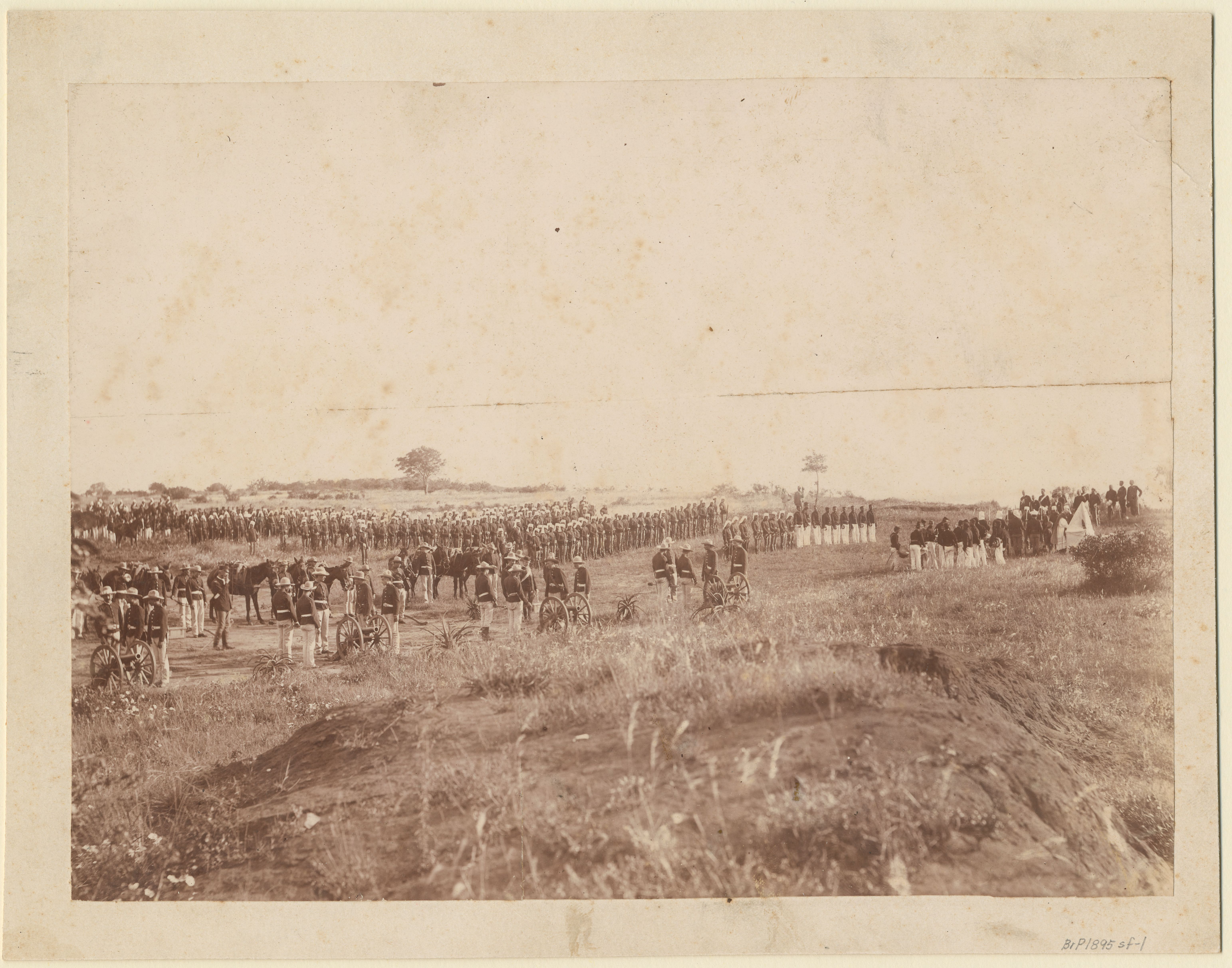
Fotografia de 1895 de uma missa campal na Ponta Vermelha, perto de Lourenço Marques, em que participa o exército português, celebrada em agradecimento pela pacificação do Império de Gaza.

O fim da monarquia vátua não foi impopular entre as populações submetidas de Gaza e quando Gungunhana foi levado pelas tropas de Mouzinho de Albuquerque, a população gritava "fora daqui abutre, assassino das nossas galinhas". Gungunhana foi transportado juntamente com a sua família mais próxima, primeiro para Lourenço Marques e dali para Lisboa, onde chegam a 13 de Março de 1896. São depois exilados para os Açores, onde Gungunhana viria a morrer em 1906. Zixaxa morre em 1927 e deixa descendência.
Os expedicionários chegaram a Lisboa em Janeiro de 1896 e foram recebidos por com grandes celebrações pela população. As tropas do Batalhão de Caçadores 3 teve uma recepção semelhante no Porto e em Bragança. Também Mouzinho de Albuquerque foi recebido com grandes honras, chegando até a fazer uma digressão pelo país.

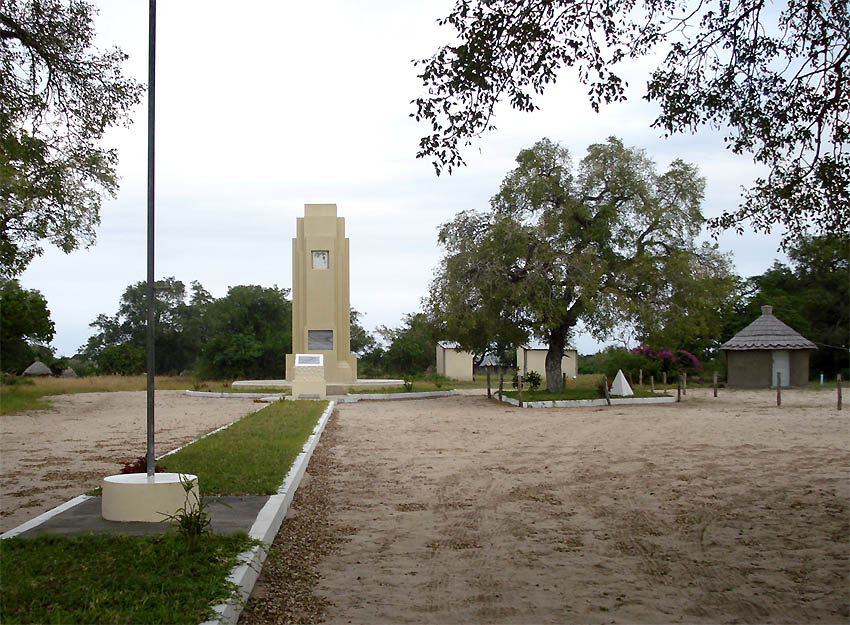
Monumento a Gungunhana em Chaimite e marco onde o imperador vátua foi aprisionado.

Após o exílio de Gungunhana, Gaza atravessou um período de grande instabilidade devido à perda de vidas, bens e peste bovina. Maguiguana chefiou uma revolta contra a autoridade portuguesa mas foi derrotado na Batalha de Macontene em Julho de 1897.
As campanhas de 1894 e 1895 contaram com 14% dos efectivos totais do exército metropolitano português, o que demonstra bem o esforço feito por Portugal nesta fase. Elas asseguraram a ocupação efectiva do sul de Moçambique mas o seu impacto foi mais profundo, pois elevaram o prestígio das forças armadas portuguesas, criaram toda uma geração de africanistas e deram um renovado impulso à política portuguesa de envolvimento em África num momento internacional turbulento, demonstrando inequivocamente a vontade de Portugal de ir ao encontro dos critérios de ocupação efectiva delineados na Conferência de Berlim. Pacificado o sul e ocupada Gaza, seguiram-se novas campanhas no centro e no norte de Moçambique.